# Pontinus nigropunctatus
Pontinus nigropunctatus é uma espécie de peixe da família Scorpaenidae.
É endémica de Santa Helena (território).